# Leinì
Leinì est une commune de la ville métropolitaine de Turin dans le Piémont en Italie.

## Administration
| Période                                  | Période | Identité | Étiquette | Qualité |
| ---------------------------------------- | ------- | -------- | --------- | ------- |
|                                          |         |          |           |         |
| Les données manquantes sont à compléter. |         |          |           |         |

### Hameaux
Fornacino, Tedeschi.

### Communes limitrophes
San Francesco al Campo, Lombardore, San Maurizio Canavese, Volpiano, Caselle Torinese, Settimo Torinese